# エリソン・ファグンデス・ドス・サントス
イタカレ (Itacare) こと、エリソン・ファグンデス・ドス・サントス（Elison Fagundes Dos Santos, 1987年8月21日 - ）は、ブラジル・バイーア州出身のサッカー選手。ポジションはフォワード。
登録名は出身地名であるイタカレに由来する。

## 経歴
16歳でECヴィトーリアとプロ契約。2007年8月10日よりコンサドーレ札幌に練習生として加入していたが、数試合の練習試合の結果などが評価され、同月22日選手契約を締結した。カウエの負傷やダヴィの出場停止等で外国人枠が空いた試合があったことから、先発を含めリーグ戦3試合、天皇杯全日本サッカー選手権大会1試合に出場したが連携不足もあって無得点に終わり、シーズン末に契約を延長しないことが決まった。

## エピソード・アラカルト
- 物心がついたころからアマゾン川流域でピラニアを捕獲して食べ、パワーの源にしてきたそうである。
- 練習中によく奇声を出す。
- 料理が得意で、コンサドーレ札幌のオフィシャルブログでは料理をしている写真が掲載された。

## 所属クラブ
- 2005年 - 2009年  ECヴィトーリア
  - 2007年8月 - 同年12月  コンサドーレ札幌 (期限付き移籍)
  - 2008年  トゥピFC (期限付き移籍)
  - 2008年  オリエンテ・ペトロレロ (期限付き移籍)
  - 2009年  ECイピタンガ・バイーア（ポルトガル語版） (期限付き移籍)
- 2010年  アメリカーノFC
- 2010年  フルミネンセ・フェイラFC
- 2010年  ECバイーア
- 2011年  ECノヴォ・アンブルゴ
- 2011年  フォルタレーザEC
- 2012年  アル・ハーラSC（英語版）
- 2012年  SCコリンチャンス・アラゴアーノ
- 2013年  SDジュアゼイレンセ（ポルトガル語版）
- 2013年  イツンビアラEC
- 2014年  クルーベ・ソシエダージ・エスポルチーヴァ（ポルトガル語版）
- 2015年  セラーノSC（ポルトガル語版）
- 2016年  レゼンデFC
- 2016年  アトレチコ・モンテ・アズル
- 2016年 - 2017年  CDウニベルシダ・デ・エルサルバドル（スペイン語版）
- 2018年  セントラルSC

## 個人成績
| 国内大会個人成績 | 国内大会個人成績 | 国内大会個人成績 | 国内大会個人成績 | 国内大会個人成績 | 国内大会個人成績 | 国内大会個人成績 | 国内大会個人成績 | 国内大会個人成績 | 国内大会個人成績 | 国内大会個人成績 | 国内大会個人成績 |
| 年度             | クラブ           | 背番号           | リーグ           | リーグ戦         | リーグ戦         | リーグ杯         | リーグ杯         | オープン杯       | オープン杯       | 期間通算         | 期間通算         |
| 年度             | クラブ           | 背番号           | リーグ           | 出場             | 得点             | 出場             | 得点             | 出場             | 得点             | 出場             | 得点             |
| ブラジル         | ブラジル         | ブラジル         | ブラジル         | リーグ戦         | リーグ戦         | ブラジル杯       | ブラジル杯       | オープン杯       | オープン杯       | 期間通算         | 期間通算         |
| ---------------- | ---------------- | ---------------- | ---------------- | ---------------- | ---------------- | ---------------- | ---------------- | ---------------- | ---------------- | ---------------- | ---------------- |
| 2005             | ヴィトーリア     |                  | セリエB          |                  |                  |                  |                  |                  |                  |                  |                  |
| 2006             | ヴィトーリア     |                  | セリエC          |                  |                  |                  |                  |                  |                  |                  |                  |
| 日本             | 日本             | 日本             | 日本             | リーグ戦         | リーグ戦         | リーグ杯         | リーグ杯         | 天皇杯           | 天皇杯           | 期間通算         | 期間通算         |
| 2007             | 札幌             | 32               | J2               | 3                | 0                | -                | -                | 1                | 0                | 4                | 0                |
| 通算             | ブラジル         | ブラジル         |                  |                  |                  |                  |                  |                  |                  |                  |                  |
| 通算             | 日本             | 日本             | J2               | 3                | 0                | -                | -                | 1                | 0                | 4                | 0                |
| 総通算           |                  |                  |                  |                  |                  |                  |                  |                  |                  |                  |                  |

- Jリーグ初出場 - 2007年9月5日 J2 第28節 vs徳島 (鳴門大塚)

## タイトル
コンサドーレ札幌
- J2リーグ：1回（2007）